# Thomisops sulcatus
Thomisops sulcatus là một loài nhện trong họ Thomisidae.
Loài này thuộc chi Thomisops. Thomisops sulcatus được Eugène Simon miêu tả năm 1895.